# Querenburg
Querenburg ist ein südöstlicher Stadtteil von Bochum mit etwa 21.000 Einwohnern und Standort sowohl der Ruhr-Universität Bochum als auch der Hochschule Bochum. Bis 1929 war Querenburg eine eigenständige Gemeinde im Kreis Bochum.

## Geschichte
Querenburg war eine fränkische Sippensiedlung aus dem Jahr 790 und bestand aus den freien Höfen Frielinghausen, Thöne, Schulte Overberg und Schulte Kleinherbede. Beim Bau der Ruhr-Universität fanden sich auch Siedlungsspuren, die bei der Ausgrabung durch Karl Brandt, Herne, ab dem 31. März 1964 etwa auf 4000 v. Chr. datierten.
Die erste urkundliche Erwähnung von Querenburg als Quernberga findet sich um das Jahr 900 im Heberegister des Klosters Werden (Werdener Urbar A), welches viele Bauerschaften (villae) im Borahtron-Gau auflistete. Als Querenberge wird es um 1150 erwähnt und im Schatzbuch der Grafschaft Mark von 1486 als Querenberg. Im „Prothocollum undt Aufnahmb der Feuerstädten im Mitelambt Bochumb“ von 1664 ist von Quernburgh die Rede. Zu diesem Zeitpunkt lebten dort etwa 215 Einwohner. Die andere Bezeichnung für die Gemeinde war Vrilinkhuisen, später Frielinghausen.
Bereits um 1752 wurde an der Grenze zu Laer ein Eisenhammer betrieben. Einen Aufschwung erfuhr die Region, als 1791 die neue Chaussee von Bochum nach Witten befahrbar wurde. Ab dem 3. August 1898 führte die Straßenbahn von Bochum bis nach Laer, ab 1901 dann bis zur Stadtgrenze von Witten.
In Querenburg entstanden viele Zechen, darunter Zeche Eulenbaum, Zeche Klosterbusch und Zeche Mansfeld. Im Waldstück Kalwes befand sich auch ein in den Felsen eingelassenes Depot für Sprengstoff. Dieses explodierte am Morgen des 13. Januar 1914. Bei der Explosion wurden einige Menschen und Pferde getötet, deren Überreste u. a. von den Kronen der Bäume im Umkreis herabhingen.
Die Arbeitersiedlung an der Lennershofstraße wurde 1920 von August Bahrenberg initiiert. Am 1. August 1929 wurde Querenburg nach Bochum eingemeindet. Zu diesem Zeitpunkt hatte es 2894 Einwohner. Im April 1933 wurde der sozialdemokratische Gemeindevorsteher Bahrenberg von der SA verhaftet und in der ehemaligen Zeche Gibraltar an der Ruhr gefoltert. Er starb wenige Wochen später.
Querenburg war immer noch weitgehend landwirtschaftlich geprägt, als ab 1962 ein mächtiger Strukturwandel stattfand: Die Ruhr-Universität Bochum und der Botanische Garten, das Adam Opel GmbH Werk Bochum I, die Universitätsstraße mit der Stadtbahnlinie U35 (früher Straßenbahnlinie 5, ab 1980 (VRR-Gründung): 305 und später 306) und der Stadtautobahn (Opel-Ring), die Autobahn A 43 (freigegeben 1971), die Universitätsrahmenstadt Hustadt, das Uni-Center, die Hochschule Bochum und der Technologiepark (auf dem Gelände der Zeche Mansfeld) veränderten die Landschaft nahezu vollständig. Als 1965 an der Ruhr-Universität Bochum der Betrieb aufgenommen und Professoren angeworben wurden, erbaute man für die das sogenannte „Professorenviertel“; es besteht aus vielen Bungalows mit großen Gärten.
Bereits am Anfang des 19. Jahrhunderts wurde der Oelbach im Osten Querenburgs kanalisiert, der die Bergwerksabwässer aus Langendreer abführen sollte. Das Klärwerk Oelbachtal aus dem Jahr 1922 wurde mehrfach ausgebaut und Ende der 1990er Jahre mit zwei modernen Faulschlammsilos ergänzt. Es reinigt die Abwässer aus Laer, Steinkuhl, Querenburg und über den Oelbach kommend aus Werne und Langendreer. Die Umgebung des 1979 fertiggestellten Kemnader Sees ist ein Ziel für die Naherholung.

## Bevölkerung
Am 31. Dezember 2024 lebten 21.294 Einwohner in Querenburg.
Strukturdaten der Bevölkerung in Querenburg:
- Minderjährigenquote: 16,5 % [Bochumer Durchschnitt: 15,2 % (2024)]
- Altenquote (60 Jahre und älter): 20,4 % [Bochumer Durchschnitt: 29,3 % (2024)]
- Ausländeranteil: 34,1 % [Bochumer Durchschnitt: 17,0 % (2024)]
- Arbeitslosenquote: 6,8 % [Bochumer Durchschnitt: 8,9 % (2017)]

## Galerie

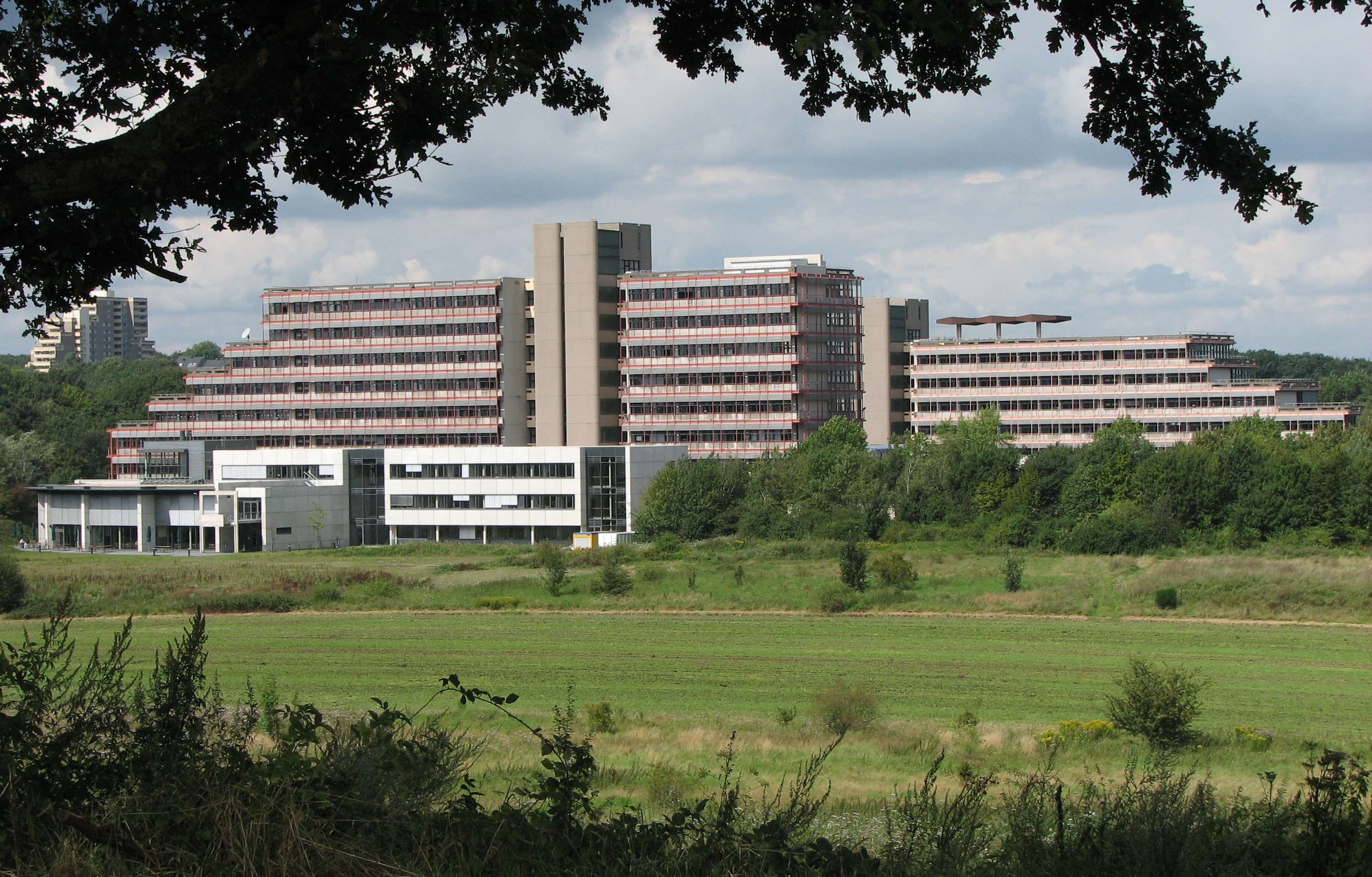
Blick vom Landschaftsschutzgebiet am Kalwes auf die Hochschule Bochum
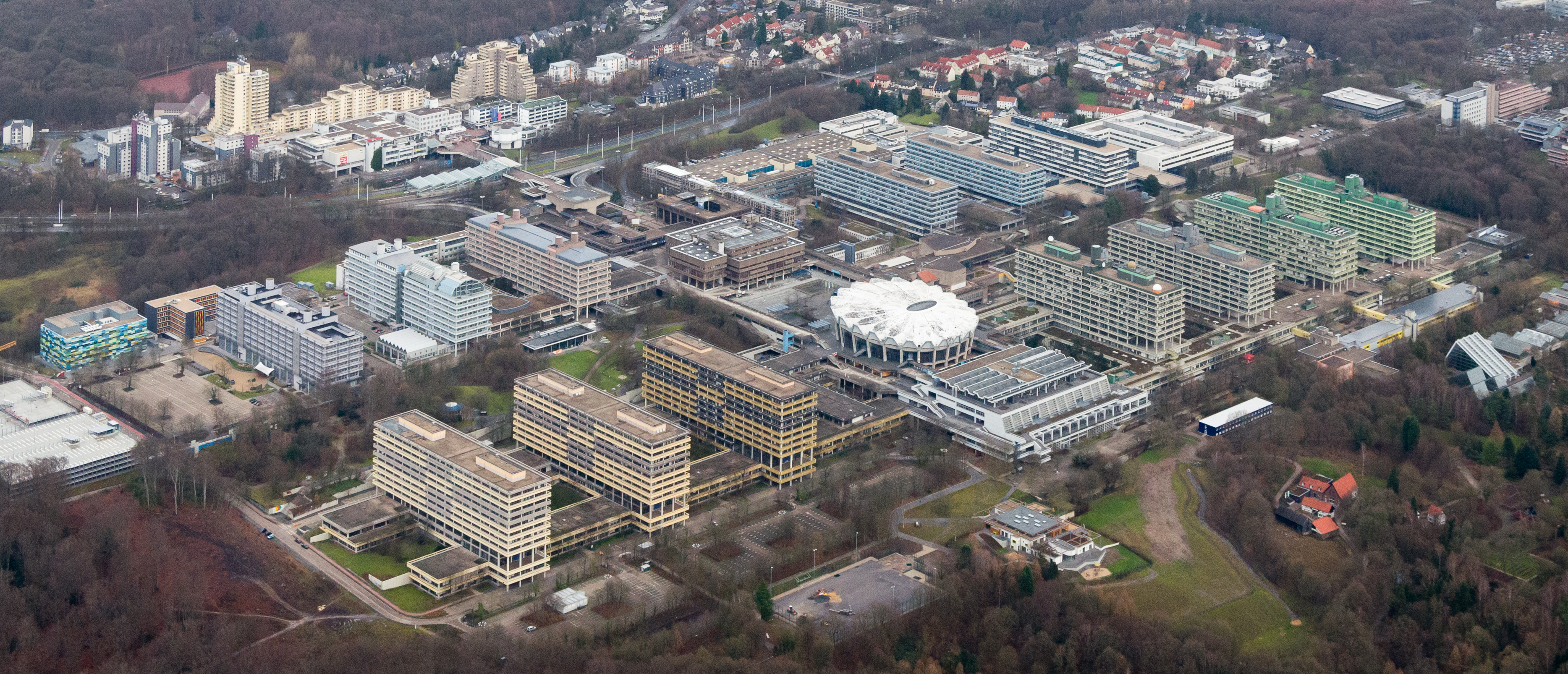
Ruhr-Universität Bochum
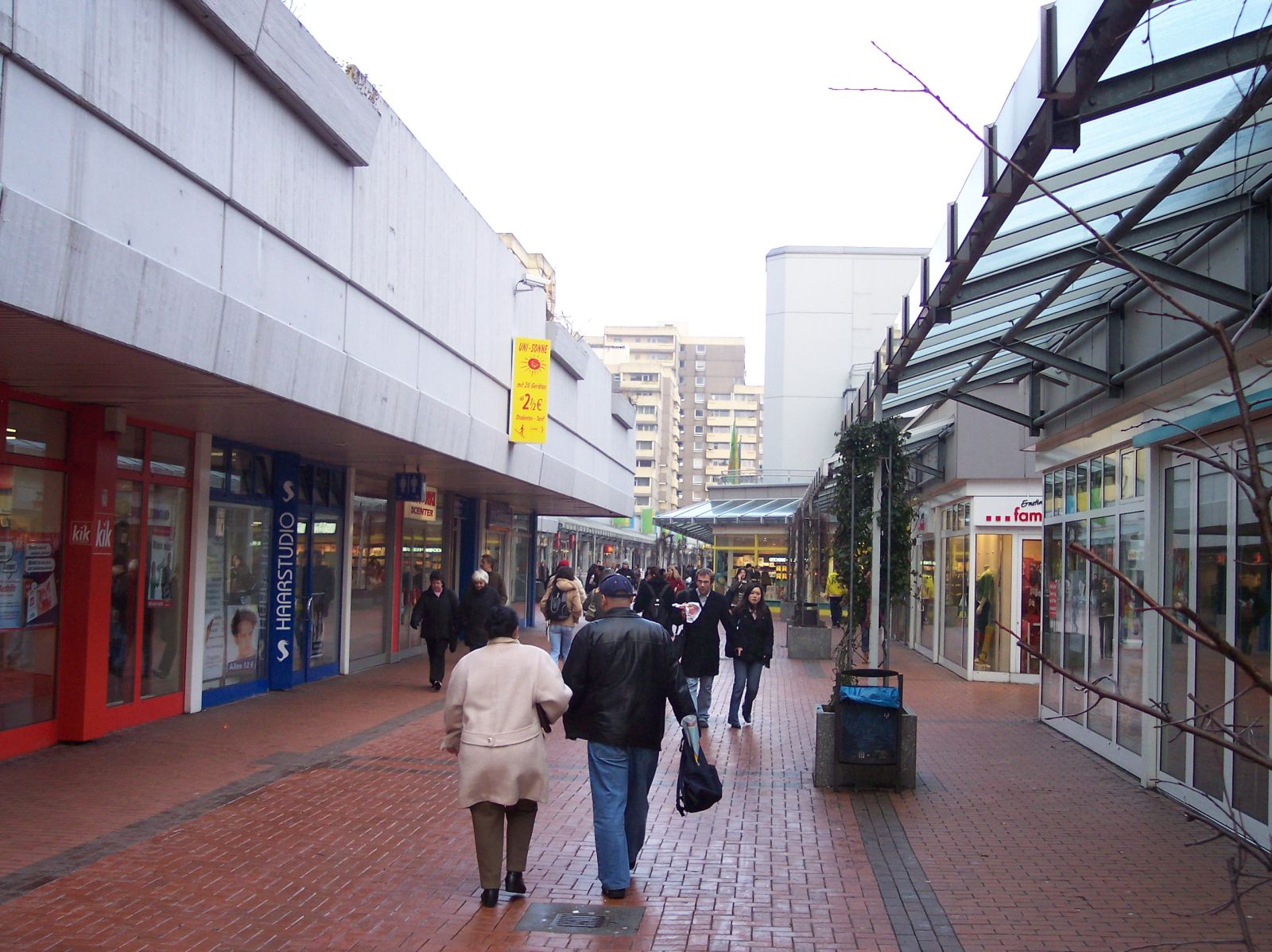
Uni-Center
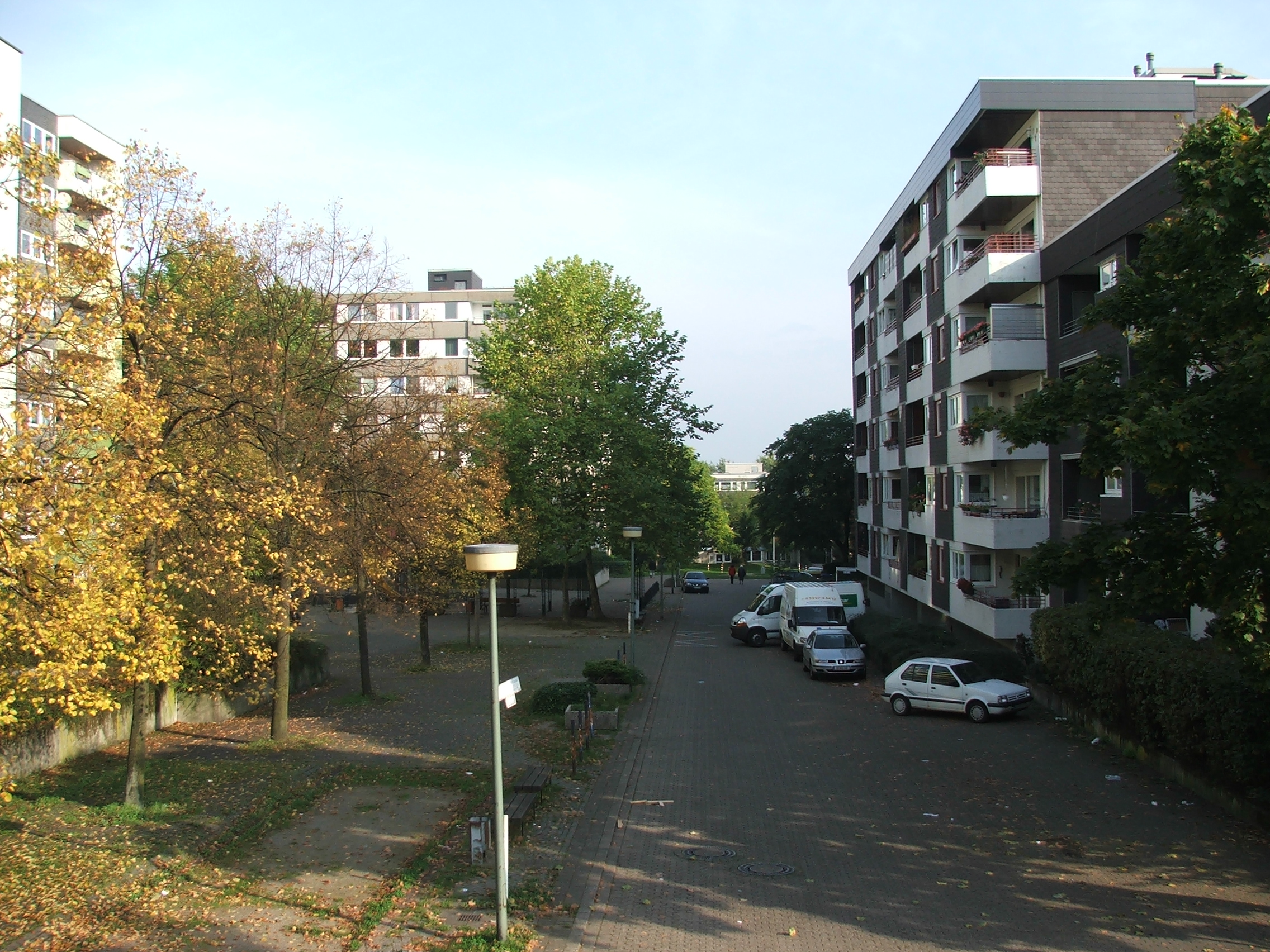
Straßenzug „Auf dem Backenberg“
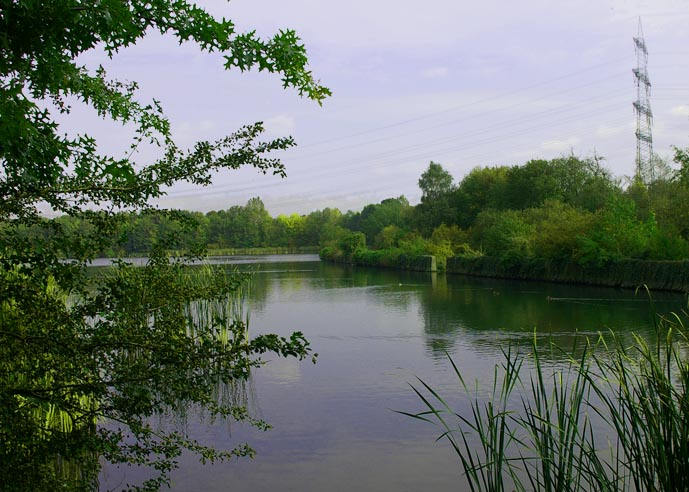
Aufgestauter Oelbach an der Stadtgrenze von Witten und Bochum bei Querenburg

## Persönlichkeiten
- Wolfgang Zerna (1916–2005), Bauingenieur und Ingenieurwissenschaftler für Mechanik, ordentlicher Professor für Konstruktiven Ingenieurbau in Hannover und Bochum, arbeitete in Querenburg[6]
- Max Imdahl (1925–1988), Kunsthistoriker und Hochschullehrer in Bochum, lebte bis zu seinem Tod in Querenburg.[7]
- Hermann Dilcher (1927–1996), Rechtswissenschaftler, Rechtshistoriker und Hochschullehrer in Bochum, lebte in Querenburg
- Otto Pöggeler (1928–2014), Philosoph an der Universität Bochum, lebte in Querenburg und wurde dort begraben.[8]
- Hartmut Ehlich (* 1931), Mathematiker, ab 1966 ordentlicher Professor an der Ruhr-Universität Bochum, wohnte in Querenburg[9]